# Esenbeckia translucens
Esenbeckia translucens är en tvåvingeart som först beskrevs av Macquart 1846.  Esenbeckia translucens ingår i släktet Esenbeckia och familjen bromsar. Inga underarter finns listade i Catalogue of Life.